# Patxi Pérez

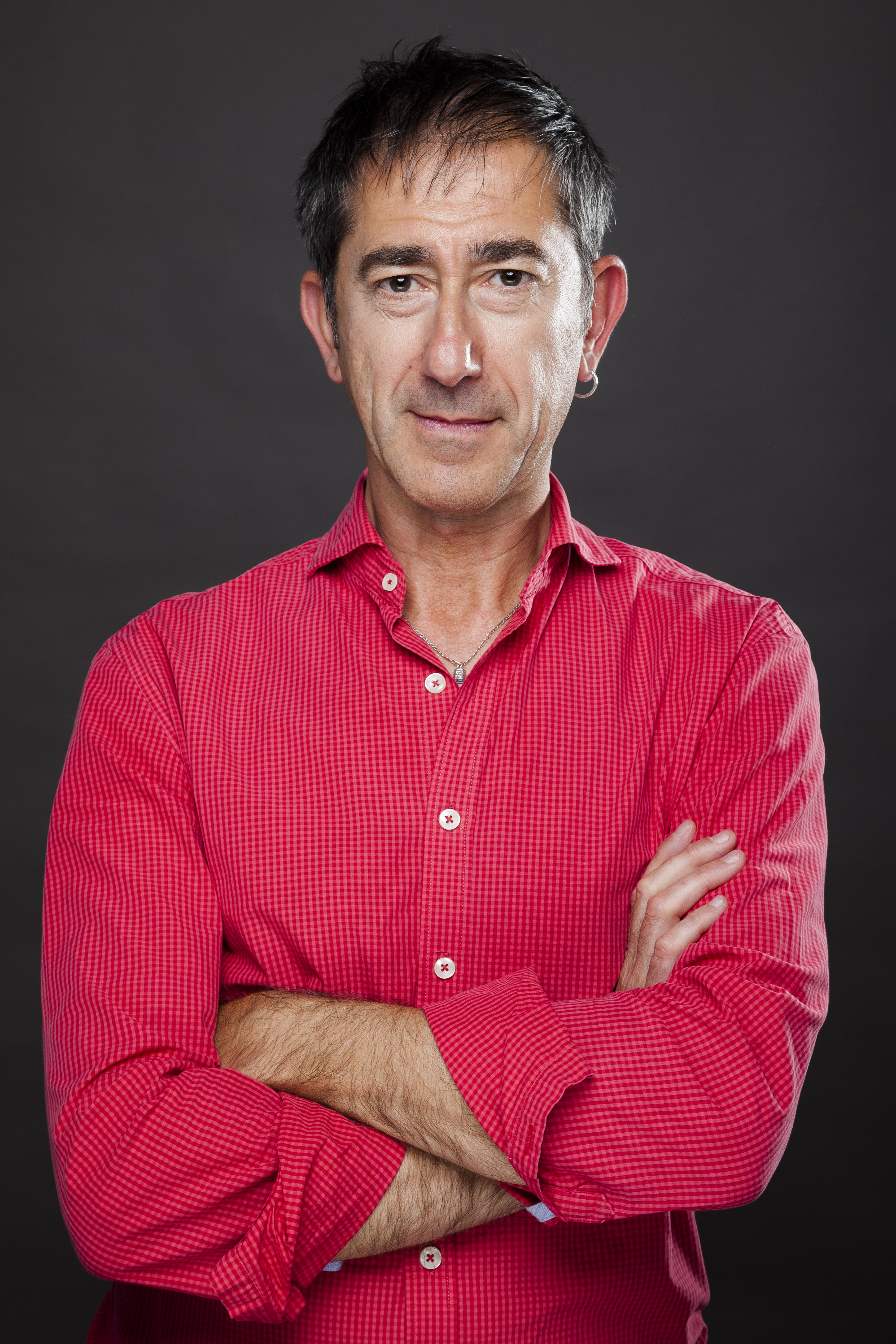
Foto de Mikel Martínez para EAB

Patxi Pérez Giráldez (Irún (Guipúzcoa) 1967 - ) es un actor que ha trabajado en gran cantidad de teleseries españolas, entre ellas la conocida Cuéntame o la también exitosa Mi querido Klikowsky, de la cadena vasca ETB 2. También ha participado en obras de teatro, programas televisivos de entretenimiento y películas como The Way. Ha ganado dos premios como mejor actor de teatro : el premio Rosa Aguirre en 1995 por El Silencio de las Xigulas y el premio Jokulari en 2003 por A Cuestas con Murphi.  

## Biografía
Patxi Pérez se ha formado en la Escuela de teatro Serge Martin (Ginebra, Suiza). También ha realizado cursos de guion cinematográfico, escritura dramática y de actor frente a la cámara. 
Se hizo conocido fundamentalmente tras su participación en la serie vasca Mi querido Klikowsky, donde era uno de los personajes habituales de la misma. 
Es notable la facilidad de este actor por los papeles cómicos, que comenzó su andadura interpretando este tipo de perfil en compañías como Legaleón, Trapu Zaharra o  El Terrat, entre otras.

## Trabajos

### Teatro (selección)
| 2020    | HACKERRAK                                         | HACKERRAK               | ANA PÉREZ              |
| 2019    | VIEJOS MUNDOS NUEVOS                              | ADOS TEATROA            | GARBI LOSADA           |
| 2017-18 | SALIR DE CUENTAS A LOS 50                         | T DIFERENCIA            | GARBI LOSADA           |
| 2017    | ACABO ENSEGUIDA                                   | TRILORHEKA PRODUCCIONES | KIKE DIAZ DE RADA      |
| 2017    | CUIDADO CON LO QUE DESEAS                         | TRILORHEKA PRODUCCIONES | KIKE DIAZ DE RADA      |
| 2015-16 | LAS ALEGRES CASADAS                               | T DIFERENCIA            | ANDRES LIMA            |
| 2013    | COMPRIMIDOS                                       | ONGIZ ELKARTEA          | LEOPOLDO SANTOS        |
| 2012    | EL ADAN Y LA EVA                                  | GLU GLU PROD.           | A.GABARAIN, L.FRESNEDO |
| 2010-12 | MARICA DE PLAYA                                   | GLU GLU PROD.           | ANA PEREZ              |
| 2006    | AMA QUIERO SER LEHENDAKARI                        | GLUGLU PROD.            | AITZPEA GOENAGA        |
| 2005-06 | EL CIRCULO DE TIZA CAUCASIANO                     | THEATRE DES CHIMERES    | JEAN MARIE BROUCARET   |
| 2004-05 | COMICOS DE BARRA                                  | EL TERRAT               | PATXI PEREZ            |
| 2003-04 | PEREZ Y FERNANDEZ                                 | ZANGUANGO               | MIGUEL MUÑOZ           |
| 2002-03 | A CUESTAS CON MURPHI (PREMIO JOKULARI 03)         | VAIVEN                  | SANTIAGO SANCHEZ       |
| 2002-03 | HISTORIAS TERRATERRESTRES                         | TENTAZIOA               | F.BERNUES/C.ZABALA     |
| 1995-02 | LOS LOCOS                                         | TRAPU ZAHARRA           | SANTI UGALDE           |
| 1995-00 | PAQUETITO                                         | TRAPU ZAHARRA           | SANTI UGALDE           |
| 1995-00 | LA AVERIA                                         | TRAPU ZAHARRA           | SANTI UGALDE           |
| 1995    | TARDE DE SABADO                                   | TRAPU ZAHARRA           | TXEMA OCIO             |
| 1994-99 | UBU                                               | LEGALEON T.             | OSCAR GOMEZ            |
| 1994-99 | TOMBOLA LEAR                                      | LEGALEON T.             | OSCAR GOMEZ            |
| 1994-99 | EL SILENCIO DE LA XIGULAS (PREMIO ROSA AGIRRE 95) | LEGALEON T.             | OSCAR GOMEZ            |
| ------- | ------------------------------------------------- | ----------------------- | ---------------------- |

### Televisión (selección)
| 2017    | ALLI ABAJO                | ANTENA 3  | REPARTO      | ALFONSO ARANDIA                        |
| 2017    | COMO PEZ EN EL AGUA       | ETB2      | REPARTO      | BALEUKO                                |
| 2016    | NEKANE AMAIA              | ETB2      | REPARTO      | PAUSOKA                                |
| 2016    | VAYA SEMANITA             | ETB2      | REPARTO      | PAUSOKA                                |
| 2013    | LA QUE SE AVECINA         | TELECINCO | REPARTO      | LAURA CABALLERO                        |
| 2012-14 | CUENTAME                  | TVE       | REPARTO      | A.CRESPI, A.RODRIGUEZ, M.RAMOS, A.CANO |
| 2010    | AGUILA ROJA               | TVE       | REPARTO      | GLOBO MEDIA                            |
| 2008    | CAMERA CAFE               | TELECINCO | REPARTO      | LUIS GURIDI                            |
| 2008    | YO SOY BEA                | TELECINCO | REPARTO      | GRUNDY PROD.                           |
| 2008    | MARTIN                    | ETB       | REPARTO      | MIREIA GABILONDO                       |
| 2006    | DIVINOS                   | ANTENA 3  | SECUNDARIO   | MARIO MONTERO                          |
| 2005-06 | MI QUERIDO KLIKOWSKI      | ETB 2     | SECUNDARIO   | TENTAZIOA                              |
| 2004    | PASALO                    | ETB 2     | COLABORACION | K-2000                                 |
| 2004    | ALGO PASA CON LOPEZ       | ETB2      | REPARTO      | K2000                                  |
| 2003-04 | LA GRAN EVASION (MAGAZIN) | ETB 2     | COLABORADOR  | JUAN CRUZ                              |
| 2003    | LOREA ANDEREA             | ETB 1     | REPARTO      | AITZPEA GOENAGA                        |
| 2002    | KIKO                      | ETB 1     | REPARTO      | JAVIER MERINO                          |
| ------- | ------------------------- | --------- | ------------ | -------------------------------------- |

### Cine
| 2018 | PRENDAS DELICADAS (CORTO)          | JOSE CORTES AMUNARRIZ | JOSE CORTES AMUNARRIZ  |
| 2017 | EL DECIMOSEXTO SUEÑO DE UN ARTISTA | MARCOS GARCIA         | BLOODY MARY PROD.      |
| 2010 | THE WAY                            | EMILIO ESTEVEZ        | FILMAX - ELIXIR FILMS  |
| 2010 | EL BAILE DE SAN JUAN               | FRANCISCO ATHIE       | IROKO FILMS            |
| 2009 | SUKALDEKO KONTUAK                  | AIZPEA GOENAGA        | ZURRIOLA GROUP         |
| 2008 | TRAS LOS VISILLOS (CORTO)          | GREGORIO MURO         | COMUNICACION LINEA UNO |
| 2006 | TODOS ESTAMOS INVITADOS            | M.GUTIERREZ ARAGON    | CIPI CINE S.L          |
| ---- | ---------------------------------- | --------------------- | ---------------------- |